# Pap Aleksandrijski
Pap Aleksandrijski (grč. Πάππος, Páppos, lat. Pappus) ili Pap iz Aleksandrije (oko 290.-oko 350.) posljednji je veliki matematičar aleksandrijske škole i uopće antičkog svijeta. Smatramo ga pretečom projektivne geometrije. Dokazao je Paposov teorem o kolinearnosti sjecišta suprotnih stranica čistog šesterovrha projektivne ravnine koji se sada uzima kao deveti aksiom projektivne geometrije. Autor je značajnoga djela Zbirka (Συναγωγή), u kojem je dan sustavan pregled grčke matematike do toga doba. Kako je djelo gotovo u potpunosti sačuvano, ono je glavni izvor za upoznavanje helenističkoga razdoblja grčke matematike.

## Pappus-Guldinova pravila
Pappus-Guldinova pravila poznata još kao Guldinova pravila i Pappusova pravila,  predstavljaju matematička pravila koja omogućuju jednostavno računanje nekih rotacijskih površina (oplošja) i volumena (obujma) pomoću putanje težišta linija (likova) čijom su rotacijom nastali. Pravila se lako dokazuju integralnim računom, ali on nije potreban za njihovu primjenu.

### Prvo Pappus-Guldinovo pravilo
Oplošje plohe nastale rotacijom ravninske linije oko osi koja leži u ravnini linije, a ne presijeca liniju, računa se kao umnožak duljine linije i opsega kružnice (ili duljine kružnog luka) po kojoj se giba težište linije pri toj rotaciji.
Primjer izračuna oplošja torusa po jednakosti:
{\displaystyle A=(2\pi r)(2\pi R)=4\pi ^{2}Rr.\,}
gdje je: r - polumjer male kružnice koja rotira (u prozirno dijelu torusa iscrtano je nekoliko položaja te kružnice), dok R - označava polumjer kružnice po kojoj rotira središte (težište) male kružnice.

### Drugo Pappus-Guldinovo pravilo
Obujam tijela nastalog rotacijom ravne plohe oko osi koja leži u istoj ravnini, a ne presijeca plohu, računa se kao umnožak površine plohe i opsega kružnice (ili duljine kružnog luka) po kojoj se giba težište plohe pri toj rotaciji.
Primjer izračuna volumena torusa po formuli:
{\displaystyle V=(\pi r^{2})(2\pi R)=2\pi ^{2}Rr^{2}.\,}

## Poveznice
- Paul Guldin